# Conostigmus dimidiatus
Conostigmus dimidiatus is een vliesvleugelig insect uit de familie van de Megaspilidae. De wetenschappelijke naam van de soort is voor het eerst geldig gepubliceerd in 1859 door Thomson.